# Julio Marial Mundet
Julio (en catalán Juli) Marial Mundet (Barcelona, España; 1884 — íd; 21 de mayo de 1963) fue un futbolista y presidente del Fútbol Club Barcelona.

## Vida familiar y profesional
Nacido en el seno de una familia acomodada, hijo del arquitecto y político Julio Marial Tey y de Catalina Mundet, y hermano del también político y diputado Melchor Marial. Casado con Rosina Escoda en 1911, de la que se divorció en 1934, se casó en segundas nupcias con Leonor Juanpere. Profesionalmente, al igual que su padre, se dedicó al sector de la construcción como contratista.

## Trayectoria en el fútbol
Empezó a jugar en el Irish Football Club como guardameta, desde su fundación en 1901 hasta su disolución en otoño de 1903. Fue presidente del club prácticamente desde sus inicios y, como tal, participó en la creación de la Asociación Catalana de Clubes de Fútbol –transformada luego en Federación Catalana de Fútbol– de la que también fue mecenas.
Al iniciarse la temporada 1903/04, con la desaparición del Irish FC, ingresó en el Fútbol Club Barcelona, donde jugó hasta el final de la temporada 1907/08, alternando la portería, sobre todo en sus primeros años, con la posición de medio. Su mayor éxito como futbolista fue la consecución del Campeonato de Cataluña de 1905, el primero conquistado por el club.
El 1 de octubre de 1906, siendo todavía jugador en activo, fue elegido presidente por la asamblea de socios, y reelegido para un segundo mandato de una temporada el 6 de noviembre de 1907. Marial heredó un club en crisis deportiva y social, situación que no logró enderezar. Durante su presidencia el FC Barcelona vivió una de las situaciones más difíciles de su historia, estando al borde de la desaparición. 
En las dos temporadas que permaneció al frente del FC Barcelona no conquistó ningún título, encadenando tres años en blanco, en la peor racha vivida hasta entonces por el club. Los azulgrana habían perdido gran parte de su potencial con la retirada de sus jugadores más veteranos, como Gamper, Witty, Meyer, Ossó, Harris o Parsons, pilares del equipo desde su fundación. Sin embargo, durante el mandato de Marial se puso la semilla del relevo generacional con la llegada de futbolistas como Amechazurra, Bru o Wallace, que años después llevaron al club a conquistar su primera Copa del Rey. Los azulgrana también se vieron perjudicados por sus malas relaciones con la Federación Catalana de Fútbol y en especial con su presidente, Isidre Lloret, que era socio fundador del máximo rival barcelonista, el Foot-ball Club X. Las controvertidas decisiones de la Federación, anulando en los despachos algunos resultados, privaron al FC Barcelona de los campeonatos de Cataluña de 1907 y 1908 que había ganado en el campo, en beneficio del Club X. Para poner fin a las disputas el 11 de octubre de 1908 Marial aceptó asumir también la presidencia de la Federación, en sustitución de Lloret, que renunció a seguir tras recibir duras críticas por parte de la prensa deportiva.
A consecuencia del caos y el clima hostil reinante, la afición se fue alejando del fútbol. Durante el mandato de Marial el FC Barcelona perdió tres cuartas partes de sus socios. A la asamblea del 11 de noviembre de 1908, en la que Marial puso fin a su mandato, únicamente acudieron 20 socios de los 38 que quedaban en el club; cifras que hacían inviable la supervivencia de la entidad. Tan solo 22 días después de suceder a Marial, Vicente Reig (el presidente más breve de la historia del FC Barcelona) convocó una asamblea extraordinaria para tratar la disolución del club, que finalmente Hans Gamper consiguió evitar.
Tras dejar el club, dimitió también como presidente de la Federación Catalana, siendo reemplazado por Rafael Degollada el 27 de diciembre de 1908. Siguió vinculado al FC Barcelona y en 1915 aspiró a la vicepresidencia en una candidatura electoral de consenso encabezada por Gaspar Rosés que, finalmente, no fue elegida.

## Clubes
| Club         | País   | Año       |
| ------------ | ------ | --------- |
| Irish FC     | España | 1901–1903 |
| FC Barcelona | España | 1903–1908 |

## Palmarés
| Título                 | Club         | País   | Año  |
| ---------------------- | ------------ | ------ | ---- |
| Campeonato de Cataluña | FC Barcelona | España | 1905 |

## Otros deportes
Gran aficionado al motor, fue socio del Real Automóvil Club de Cataluña (RACC) y propietario de un Hispano Suiza con el que participó en múltiples pruebas. Uno de sus mayores éxitos fue la victoria en la Volta a Catalunya, en segunda categoría, de 1917. También participó en múltiples pruebas de motociclismo.
Fue socio fundador del Club Natació Barcelona, en 1907, integrando su primera junta directiva como contable. También fue miembro de la Real Sociedad de Sport Vasco, practicando frecuentemente el deporte de pelota en el Frontón Condal.